# Dimacrocaryonidae
Famille
Les Dimacrocaryonidae sont une famille de Ciliés de la classe des Litostomatea et de l’ordre des Dileptida.

## Étymologie
Le nom de la famille vient du genre type Dimacrocaryon, composé de di, « deux », macro, « grand », et du mot de grec ancien καρυον / karyon, « noyau », littéralement « ayant deux macronoyaux ».

## Description
La famille des Dimacrocaryonidae est bimacronucléée (les espèces de cette famille ont deux macronoyaux) à la différence de celle des Dileptidae qui est multimacronucléée (c'est-à-dire dont les espèces ont plus de deux macronoyaux).
De plus les espèces de cette famille ont une « bande dorsale de vacuoles contractiles », caractère considéré comme « apomorphe », c'est-à-dire un nouveau caractère résultant de la modification (au cours de l'évolution précédant ce taxon) d'un caractère ancestral.
Dimacrocaryon amphileptoides a une taille de 250 à 400 µm. La région buccale est déprimée, sans bord saillant. La bouche est très caractéristique, elle apparait en forme de fente avec de nombreux trichocystes frêles et courts insérés dans l’ourlet. La trompe (proboscis) est large, légèrement courbée sur sa partie dorsale. Les vacuoles contractiles sont disposées selon deux modes : certaines sont alignées en une rangée dorsale, d’autres sont dispersées dans le corps cellulaire. Le macronucléus est structuré en deux parties en forme de boudins un peu tortueux.

## Répartition
Selon GBIF (22 juin 2023), les espèces de la famille des Dimacrocaryonidae sont relativement répandues sur l'ensemble du globe.
L'espèce type Dimacrocaryon amphileptoides a été découverte dans des mousses alpines ; souvent dans les zones calcaires de Mittenwald (Bavière), plus rarement dans les roches primordiales de la région de Zillertal (Tyrol) ; elle a également été prélévée près de Berchtesgaden (Alpes bavaroises).

## Liste des genres
Selon GBIF (22 juin 2023) :
- Dimacrocaryon Jankowski, 1967
  - Espèce type : Dimacrocaryon amphileptoides (Kahl, 1931) Jankowski, 1967
  - Espèce synonyme : Dileptus amphileptoides Kahl, 1931
- Microdileptus
- Monomacrocaryon
- Rimaleptus Foissner, 1984
  - Espèce type : Rimaleptus binucleatus (Kahl, 1931) Foissner, 1984
  - Espèce synonyme : Dileptus binucleatus Kahl, 1931

## Systématique
Le nom valide de ce taxon est Dimacrocaryonidae Jankowski, 1978.